# Ловлинська
Ловлинська — станиця в Тбіліському районі Краснодарського краю, утворює Ловлинське сільське поселення.
Населення близько трьох тисяч мешканців.
Станиця розташована верхів'ях річки Бейсуг, у степовій зоні, за 17 км північніше станиці Тбіліська.
До складу Ловлинського сільського поселення входить одна станиця Ловлинська.